# Lichtenštejnsko na Zimních olympijských hrách 1984
Lichtenštejnsko na Zimních olympijských hrách 1984 reprezentovalo 10 sportovců, z toho 7 mužů a 3 ženy.

## Medailisté
| Medaile | Jméno             | Sport           | Disciplína       |
| ------- | ----------------- | --------------- | ---------------- |
| Bronz   | Ursula Konzettová | Alpské lyžování | ženy slalom      |
| Bronz   | Andreas Wenzel    | Alpské lyžování | muži obří slalom |